# Classe Elbrouz
La Classe Elbrouz est le nom d'un navire de sauvetage de sous-marins et brise-glace de la marine russe.

## Description
2 unités furent construites :
- Elbrouz
- Alagez Flotte du Pacifique, incendiée en 2004, son renflouage est incertain.

La troisième (Aïoudag) encore en construction fut démolie dès l'écroulement de l'Union Soviétique.